# Пригоди Паддінгтона 2
«Пригоди Паддінгтона 2» (англ. Paddington 2) — пригодницька комедія про ведмедика Паддінгтона. Стрічка є продовженням фільму 2014 року «Пригоди Паддінгтона». В український прокат фільм вийшов 18 січня 2018 року.

## Сюжет
Паддінгтон, оселившись у родини Браун, став майже рідним усій околиці та сусідам.
Наближається сторічний ювілей тітки Люсі. Ведмедик вирішив придбати старовинну книгу в антикварній крамниці Грубера як подарунок. Герой наполегливо працював, щоб заробити необхідні кошти на подарунок.
Та одного вечора він стає свідком пограбування тієї крамниці. Паддінгтон рішуче слідує за крадієм, випереджаючи навіть поліцію. Але йому не вдається зупинити злочинця, чим втрачає можливість випасти із підозри поліції. Ведмежа заарештовують, а справжній злодій повертається додому та знімає маску.
Брауни намагаються довести невинуватість ведмедика. У той час як Ведмежа знайомиться із новими друзями у нових умовах. Генрі з Мері ведуть марні спроби знайти злодія. Аж поки не знаходять горище, де злодій переховував свої інструменти, а також ту саму унікальну викрадену книгу. Діло за малим: затримати злочинця, поки він не досяг своєї мети.

## У ролях
| Актор           | Персонаж         | Український дубляж   |
| --------------- | ---------------- | -------------------- |
| Саллі Хокінс    | Мері Браун       | Олена Узлюк          |
| Брендан Глісон  | Мак-Гінтлі       | Євген Пашин          |
| Г'ю Бонневілль  | Генрі Браун      | Михайло Войчук       |
| Джулі Волтерс   | місіс Берд       | Олена Бліннікова     |
| Бен Вішоу       | Паддінгтон Браун | Володимир Зеленський |
| Пітер Капальді  | містер Каррі     | Володимир Кокотунов  |
| Г'ю Грант       | Фенікс Б'юкенен  | Олег Лепенець        |
| Джим Бродбент   | Самуель Грубер   | Юрій Висоцький       |
| Імелда Стонтон  | тітка Люсі       | Валентина Сова       |
| Майкл Гембон    | дядько Пастузо   |                      |
| Джесіка Гайнс   | міс Кіттс        | Лідія Муращенко      |
| Сімон Фарнабі   | Беррі            |                      |
| Мадлен Гарріс   | Джуді Браун      | Вероніка Лук'яненко  |
| Семюель Джослін | Джонатан Браун   | Олександр Солодкий   |
| Джоан Ламлі     | Фелісіті Феншоу  |                      |

## Створення фільму

### Виробництво
Зйомки фільму проходили в Ірландії та Великій Британії.

### Знімальна група
- Кінорежисер — Пол Кінг
- Сценаристи — Пол Кінг, Сімон Фарнабі
- Кінопродюсер — Девід Геймен
- Композитор — Даріо Маріанеллі
- Кінооператор — Ерік Вілсон
- Кіномонтаж — Марк Еверсон, Джонатан Амос
- Художник-постановник — Гері Вільямсон
- Артдиректор — Андреа Борленд, Гарет Казінс, Джеймс Прайс
- Художник-декоратор — Кеті Косгроув
- Художник по костюмах — Лінді Геммінг
- Підбір акторів — Лорін Еванс, Ніна Голд[3].

## Сприйняття
Фільм здобув схвальні відгуки. На сайті Rotten Tomatoes оцінка стрічки становить 100 % на основі 64 відгуків від критиків (середня оцінка 8,7/10). Фільму зарахований «стиглий помідор» від кінокритиків, Internet Movie Database — 8,1/10 (7 166 голосів), Metacritic — 90/100 (11 відгуків критиків).

### Номінації та нагороди
| Нагороди та номінації фільму «Пригоди Паддінгтона 2» | Нагороди та номінації фільму «Пригоди Паддінгтона 2» | Нагороди та номінації фільму «Пригоди Паддінгтона 2» | Нагороди та номінації фільму «Пригоди Паддінгтона 2» | Нагороди та номінації фільму «Пригоди Паддінгтона 2» | Нагороди та номінації фільму «Пригоди Паддінгтона 2» |
| Рік                                                  | Кінофестиваль/кінопремія                             | Категорія/нагорода                                   | Номінант                                             | Результат                                            |                                                      |
| ---------------------------------------------------- | ---------------------------------------------------- | ---------------------------------------------------- | ---------------------------------------------------- | ---------------------------------------------------- | ---------------------------------------------------- |
| 2018                                                 | Evening Standard British Film Awards                 | Найкраща чоловіча роль другого плану                 | Г'ю Грант                                            | Номінація                                            |                                                      |
| 2018                                                 | Лондонське коло кінокритиків                         | Британський/ірландський фільм року                   | «Пригоди Паддінгтона 2»                              | Номінація                                            |                                                      |
| 2018                                                 | Лондонське коло кінокритиків                         | Актор другого плану року                             | Г'ю Грант                                            | Номінація                                            |                                                      |
| 2018                                                 | Лондонське коло кінокритиків                         | Британська/ірландська акторка року                   | Саллі Хокінс                                         | Номінація                                            |                                                      |
| 2018                                                 | Лондонське коло кінокритиків                         | Прорив року британського/ірландського кінорежисера   | Сімон Фарнабі                                        | Номінація                                            |                                                      |
| 2018                                                 | Лондонське коло кінокритиків                         | Технічні досягнення року                             | Пабло Грілло                                         | Номінація                                            |                                                      |
| 2018                                                 | Премія BAFTA                                         | Найкраща чоловіча роль другого плану                 | Г'ю Грант                                            | Номінація                                            |                                                      |
| 2018                                                 | Премія BAFTA                                         | Найкращий адаптований сценарій                       | Пол Кінг, Самйон Фарнебі                             | Номінація                                            |                                                      |
| 2018                                                 | Премія BAFTA                                         | Найкращий британський фільм                          | «Пригоди Паддінгтона 2»                              | Номінація                                            |                                                      |